# Социометрија
Социометрија је појам за који постоји више дефиниција, али је најједноставнија она која истиче да је то метода или техника помоћу које се, на једноставан начин, графички може приказати комплетна структура односа једне групе. Овим поступком главне линије комуницирања, а нарочито међусобно привлачење или одбијање чланова групе, постају разумљиве на први поглед. Социометрија је зато истраживачка техника ради проучавања односа у групи, али и дијагностичка процедура одређивања положаја појединца у групи или групе у заједници. Према аутору ове методе Јакобу Морену, комплетна социометријска процедура обухвата коришћење социометријског теста, израду социограма и социометријских индекса. Ова метода је широко коришћена у психолошким и социолошким истраживањима у породици, спортским колективима, школи, привреди, војсци, итд.

## Социометријска техника
Ова техника служи за испитивање међуљудских односа у малим групама (од 30-40) људи. Помоћу ове технике могу се испитивати социо- емоционални односи у дечјим колективима, као што су разред, колонија на летовању или група за ваншколске активности. Оваквим начином испитивања могу се открити, како појединачна неприлагођеност, тако и поремећеност међуљудских односа у малим групама.
У најједноставнијем облику социометријски упитник садржи питања упућена сваком од чланова групе да, међу осталим члановима групе, означи оне са којима би желео да учествује у некој стварној или замишљеној активности, као и оне са којима то не би желео. (од сваког детета из једног разреда на пример, тражи се да напише имена оних другова и другарица са којима желели да се играју на одмору, уче заједно, и сл., као и да напише имена оних са којима то не би желело). Од субјеката се тражи да саопште, не само имена оних са којима већ учествују у датој активности, већ имена оних са којима (не)би желели да учествују у тој активности. Свако од наведених питања поставља се посебно.
Активности, на основу којих се испитује однос прихватања или одбијања појединих чланова,назива се социометријски критеријум. У социометријском испитивању може се користити један или више критеријума. Критеријуми морају бити логични и морају се односити на активности значајне за појединца и за групу.
Постоје неки нужни предуслови који морају бити остварени како би примена социометријске технике била ваљана: 
1. Чланови колектива се међусобно познају... група (колектив) постоји неко време (најмање месец дана);
2. Чланови групе деле заједнички простор (међусобно се опажају и комуницирају) у реалном времену наставе и сл.;
3. Испитивач (психолог, наставник) треба да ужива поверење целог колектива дискреција података мора бити загарантована;
4. Социометријски критеријум мора да буде конкретна активност важна за све припаднике колектива и колектив као целину.
5. Испитаницима мора бити јасно из које групе могу бирати, као и колико ће другова бирати. Тај број може бити неограничен, али се може и ограничити на један, два, пет и сл.

Код деце од девет или десет година, испитивање се може спровести писменим путем, а код млађе деце-усмено или посматрањем понашања за време игре или неких спонтаних активности. Писмено испитивање може се спровести на више начина различитим социометријским поступцима.
Поред до сада описане и најчешће коришћене Технике именовања постоји и Техника рангирања и Техника упоређивања по паровима.
Примена Технике рангирања од појединца тражи да према неком критеријуму поређа све чланове групе.Техника упоређивања по правима састоји се у томе да се појединцу изнесу имена два члана из групе а он мора да изабере оног са којим (не)би радије желео да учествује у датој активности. Након процене свих могућих парова добија се на резултат који омогућава увид у избор сваког члана групе. 
Социометријски положај појединца у групи може се одредити помоћу три врсте информација: позитивна бирања, негативна бирања и неутрални гласови.

### Приказивање података добијени социометријским поступком
1. Графичким-социограмом.
2. Квантитативно:
  1. социометријским матрицама
  2. социометријским индексима групним и индивидуалним

#### Графичко приказивање података
На социограму је сваки субјекат приказан одговарајућом ознаком, док је правац избора обележен стрелицама. Постоје различите конвенционалне ознаке за означавање субјеката (нпр. круг за женски пол, квадрат за мушки), као и смера и вредности избора (нпр. црвена или испрекидана стрелица означава одбацивање). У случају већих група социограм је непрегледан, па се не користи.

#### Квантитативно приказивање података
Један од начина да се подаци квантитативно среде је израда социометријске матрице, у којој се са леве странице (у редовима) налазе исписана имена свих учесника групе, а у колонама су редни бројеви тих чланова групе. У матрици се са "+" означавају изборио а са "-" одбијања, а то се уноси за сваког члана групе.
Трећи начин да се подаци среде такође је квантитативан и заснован је на рачунању индивидуалних и групних социометријских индекса. Први од њих откривају статус појединца у групи, а други статус групе у целини.

## Слике социограма
- NXN матрица
- Социограмски график